# Nhâm (nước)
Nhâm (chữ Hán: 任國, phiên âm Hán Việt: Nhâm quốc, chữ "任" âm "nhâm" không đọc là "nhậm" hoặc "nhiệm" ), là một tiểu quốc chư hầu do Chu Vũ Vương phong cho hậu duệ của Thái Hạo Phục Hy thị, địa bàn quốc gia này nằm ở khu vực thành phố Tế Ninh tỉnh Sơn Đông ngày nay.

## Hình thành
Tương truyền quân chủ đầu tiên của nước Nhiệm vốn họ Phong thuộc dòng dõi đế vương, tuy nhiên sau khi họ Thần Nông thay họ Phục Hy thắt nút dây cai trị thiên hạ thì con cháu Phục Hy chia làm nhiều nhánh ở rải rác khắp nhân gian. Đến khi Chu Vũ Vương diệt được nhà Thương mới sai người đi tìm hậu duệ các đế vương ngày trước mà phân phong, sứ giả tìm được người họ Phong nói mình là hậu duệ Phục Hy nên nhà vua lập làm chư hầu ở nước Nhâm để hương hỏa tổ tiên.

## Diệt vong
Suốt thời Tây Chu, nước Nhâm luôn trung thành với thiên tử, hễ có lệnh lập tức vua nước này điều binh đến ngay, trong lần Chu U Vương đốt lửa ở đài Ly Sơn quân nước Nhâm cũng từng có mặt. Sang đến thời Xuân Thu, các nước chư hầu tranh giành địa vị bá chủ quyết liệt, nước Nhâm tuy nhỏ nhưng lập trường cũng vững chắc, hễ chư hầu nào tôn phục nhà Chu thì họ cũng ủng hộ ngay. Đầu tiên, họ ủng hộ nước Tề rồi sau đến nước Tấn, đến khi Sở rồi Ngô và Việt nổi lên thì họ vẫn theo Tấn bởi các nước kia dám tiếm hiệu thiên tử. Đến thời Chiến Quốc, nước Tấn suy nhược bị ba nhà là Hàn, Triệu và Ngụy thao túng rồi chia cắt thì nước Nhâm mất chỗ dựa, trong khi đó nhà Chu thì càng ngày càng suy nhược không thể cản nổi các cuộc chiến tranh đẫm máu của chư hầu.
Kết cục nước Nhâm nhỏ bé bị diệt vong bởi nước Tề của họ Điền và trở thành một quận của nước này, như vậy thời gian tồn tại của nước Nhiệm ước tính cũng phải trên dưới 700 năm.